# Seznam ekonomů
Toto je neúplný seznam ekonomů. Jde o významné osobnosti, současné či historické, které jsou či byly experty v oblasti společenské vědy ekonomie. 
Ekonomické názory a myšlenky se objevovaly také už v dílech antických filozofů Xenofóna (430–335 př. n. l.), Platóna (427–347 př. n. l.) či Aristotela (348–322 př. n. l.). K dalším patřili Marcus Porcius Cato (234–149 př. n. l.) a Marcus Terentius Varro (116–25 př. n. l.), kteří se zabývali zemědělstvím coby hospodářskou činností, později Aurelius Augustinus (354–430 n. l.), ze středověkých myslitelů Tomáš Akvinský (1224–1274), Johannes Duns Scotus (1270–1308) či Johannes Buridanus (1295–1366). Např. Pressman začíná svůj chronologický výčet nejvýznamnějších ekonomů Thomasem Munem (1571–1641), tedy v období rozvinutého merkantilismu, což je ve shodě s Blažkem, který první prvky systematičtějšího ekonomického myšlení řadí do 14.–16. století právě v souvislosti s tímto vznikajícím názorovým směrem, jakkoli ekonomie jako samostatná vědní disciplína vznikla až v 18. století.

## A
- Abalkin, Leonid Ivanovič (1930–)
- Aftalion, Albert (1874–1956)[7]
- Akerlof, George Arthur (* 1940)[8]
- Alchian, Armen (1914–2013)
- Allais, Maurice (1911–)
- Allen, Roy George Douglas (1906–1983)[9]
- Arrow, Kenneth Joseph (1921–2017)[6]
- Ayres, Clarence Edwin (1891–1972)[10]

## B
- Barone, Enrico (1859–1924)[11][12]
- Bastiat, Frédéric (1801–1850)[13]
- Beccaria, Cesare (1738–1794)[14]
- Becker, Gary Stanley (1930–2014)[6][15]
- Bentham, Jeremy (1748–1832)[6][16]
- Bergmannová, Barbara Rose (1927–2015)[6]
- Bernstein, Eduard (1850–1932)[17][18]
- Beveridge, William Henry (1879–1963)[19]
- Blanc, Louis (1811–1882)[20]
- Blanqui, Louis Auguste (1805–1881)[21]
- Böhm-Bawerk, Eugen von (1851–1914)[6][22][23]
- Boisguillebert, Pierre le Pesant Sieur de (1646–1714)[24][23]
- Boulding, Kenneth Ewart (1910–1993)[25]
- Bráf, Albín (1851–1912)[25]
- Brentano, Ludwig Joseph (1844–1931)[26]
- Brunner, Karl (1916–1989)[27]
- Buchanan, James McGill (1919–2013)[6][28]
- Burns, Arthur Frank (1904–1987)
- Bücher, Karl (1847–1930)[29]

## C
- Cairnes, John Elliott (1823–1875)[30][31]
- Campanella, Tommaso (1568–1639)[31]
- Cantillon, Richard (1680/1687?–1734?)[6][32][33]
- Carey, Henry Charles (1793–1879)[34]
- Carver, Thomas Nixon (1865–1961)[34]
- Cassel, Gustav Karl (1866–1945)[35]
- Clark, John Bates (1847–1938)[6][36][37]
- Clark, John Maurice (1884–1963)[38][39]
- Clower, Robert Wayne[40]
- Coase, Ronald H. (1910–2013)[41]
- Colbert, Jean-Baptiste (1619–1683)[42][43]
- Commons, John Rogers (1862–1945)[44][43]
- Cournot, Antoine Augustin (1801–1877)[6][45][46]

## Č
- Černyševskij, Nikolaj Gavrilovič (1828–1889)[47]

## D
- Davidson, Paul (* 1930)[48]
- Debreu, Gérard (1921–)
- Denison, Edward Fulton (1915–1992)[49]
- Dobb, Maurice Herbert (1900–1976)[50]
- Domar, Evsey David (1914–1997)[51]
- Dühring, Karl Eugen (1833–1921)[52]

## E
- Edgeworth, Francis Ysidro (1845–1926)[6][53][54]
- Engel, Ernst (1821–1896)[55]
- Engel, Friedrich (1820–1895)[56]
- Engliš, Karel (1880–1961)[57]
- Erhard, Ludwig (1897–1977)[58]
- Eucken, Walter (1891–1950)[59][60]

## F
- Fayol, Henri (1841–1925)[61]
- Feldman, Grigorij Alexandrovič (1884–1958)[62]
- Fiala, Josef (1888–1958)[63]
- Fisher, Irving (1867–1947)[6][64]
- Fourier, Charles (1772–1837)[65][66]
- Friedman, Milton (1912–2006)[6][67]
- Frisch, Ragnar (1895–1973)

## G
- Galbraith, John Kenneth (1908–2006)[6][68][69]
- Galiani, Abbé Ferdinando (1728–1787)[70][71]
- Garegnani, Pierangelo (1930–2011)[72]
- Genovesi, Antonio (1713–1769)[73]
- George, Henry (1839–1897)[74]
- Gide, Charles (1847–1932)[75]
- Gossen, Hermann Heinrich (1810–1858)[16][76]
- Gray, John (1798–1850)[77]

## H
- Haavelmo, Trygve (1911–1999)
- Hansen, Alvin (1887–1975)[78]
- Harrod, Roy Forbes (1900–1978)[79]
- Hayek, Friedrich August von (1899–1992)[6][80]
- Heller, Walter Wolfgang (1915–1987)
- Hicks, John Richard (1904–1989)[6][81]
- Hilferding, Rudolf (1877–1941)[17]
- Hodgson, Geoffrey Martin (* 1946)[82]
- Hume, David (1711–1776)[6][83]
- Hutcheson, Francis (1694–1746)[84]

## J
- Jevons, William Stanley (1835–1882)[6][85]
- Johnson, Harry Gordon (1923–1977)
- Johnson, Simon (* 1963)
- Joule, James Prescott (1818–1889)

## K
- Kaldor, Nicholas (1908–1986)[6][86]
- Kalecki, Michal (1899–1970)[87]
- Kantorovič, Leonid (1912–1986)
- Kautsky, Karl (1854–1938)[88]
- Keynes, John Maynard (1883–1946)[6][89]
- Kirzner, Israel Meir (* 1930)[90]
- Klein, Lawrence Robert (1920–2013)[91]
- Knight, Frank Hyneman (1885–1972)
- Koopmans, Tjalling Charles (1910–1985)
- Andrej Korotajev (1961–)
- Kuznets, Simon (1901–1985)[6]

## L
- Labini, Paolo Sylos (1920–2005)[92]
- Laffer, Arthur
- Lange, Oskar Ryszard (1904–1965)[6]
- Law, John (1671–1729)[93]
- Leontief, Wassily (1906–1999)[6]
- Leijonhufvud, Axel Stig Bent (* 1933)[94]
- Lenin, Vladimir Iljič (1870–1924)[95]
- Lerner, Abba Ptachya (1905–1982)
- Lewis, W. Arthur (1915–1991)
- Lindahl, Erik (1891–1960)
- List, Friedrich (1789–1846)[96]
- Locke, John (1632–1704)[6][97]
- Lucas, Robert Emerson mladší (* 1937)[6][98]
- Luxemburgová, Rosa (1870–1919)[87]

## M
- Marek, Petr (1965–)
- Machlup, Fritz (1902–1983)
- Malthus, Thomas Robert (1766–1834)[6][99]
- Mandeville, Bernard de (1670–1733)[100]
- Markowitz, Harry (1927–)
- Marshall, Alfred (1842–1924)[6][101]
- Martén, Alberto Chavarría (1909–2009)
- Marx, Karl (1818–1883)[6][102]
- Meade, James Edward (1907–1995)[103]
- Means, Gardiner Coit (1896–1988)[104]
- Meltzer, Allan H. (1928–2017)[105]
- Menger, Carl (1840–1921)[6][106]
- Mill, John Stuart (1806–1873)[6][107]
- Miller, Merton Howard (1923–2000)
- Minsky, Hyman (1919–1997)[108]
- Mises, Ludwig von (1881–1973)[109]
- Mitchell, Wesley Clair (1874–1948)[110]
- Modigliani, Franco (1918–2003)[6][111]
- Morgenstern, Oskar (1902–1977)
- Mun, Thomas (1571–1641)[6][112]
- Müller-Armack, Alfred (1901–1978)[113]
- Myrdal, Gunnar Karl (1898–1987)[6][114]

## N
- Neumann, John von (1903–1957)[6]
- Nenovsky, Nikolaj (1963-)
- North, Douglass Cecil (1920–2015)[6][115]
- North, Dudley (1641–1691)[97]

## O
- Ohlin, Bertil Gotthard (1899–1979)
- Okun, Arthur Melvin (1928–1980)[116]
- Owen, Robert (1771–1858)[6][117]

## P
- Pareto, Vilfredo (1848–1923)[6][118]
- Pasinetti, Luigi Lodovico (* 1930)[119]
- Patinkin, Don (1922–1997)[120]
- Perroux, François (1903–1987)[121]
- Petty, William (1623–1687)[122]
- Phelps, Edmund Strother (* 1933)[123]
- Pigou, Arthur Cecil (1877–1959)[6][124]
- Prebisch, Raul (1901–1986)[125]

## Q
- Quesnay, François (1694–1774)[6][126]

## R
- Rašín, Alois (1867–1923)
- Ricardo, David (1772–1823)[6][127]
- Robbins, Lionel (1898–1984)
- Robinsonová, Joan Violet (1903–1983)[6][128]
- Rothbard, Murray (1926–1995)
- Rouvroy de Saint-Simon, Claude Henri de (1760–1825)[129]
- Röpke, Wilhelm (1899–1966)[113]

## S
- Samuelson, Paul Anthony (1915–2009)[6][130]
- Say, Jean Baptiste (1767–1832)[131]
- Sen, Amartya Kumar (1933–)[6]
- Senior, Nassau William (1790–1864)[132]
- Schmoller, Gustav von (1838–1917)[133]
- Schultz, Theodore William (1902–1998)
- Schumpeter, Joseph Alois (1883–1950)[6][134]
- Sharpe, William Forsyth (1934)
- Simon, Herbert Alexander (1916–2001)
- Sismondi, Jean Charles Leonard Simonde de (1773–1842)[30]
- Smith, Adam (1723–1790)[6][135]
- Solow, Robert Merton (1924–2023)[136]
- Sombart, Werner (1863–1941)[137]
- Sonnenfels, Joseph von (1733–1817)[138]
- Spiethoff, Arthur (1873–1957)[139]
- Sraffa, Piero (1898–1963)[6][140]
- Steuart, James Denham (1712–1780)[84]
- Stigler, George Joseph (1911–1991)[141]
- Stiglitz, Joseph Eugene (* 1943)[142]
- Stone, John Richard Nicholas (1913–1991)
- Sweezy, Paul Marlor (1910–2004)[143]

## T
- Tinbergen, Jan (1903–1994)[6]
- Thünen, Johann Heinrich von[144]
- Tobin, James (1918–2002)[145]
- Turgot, Anne-Robert Jacques (1727–1781)[146]

## V
- Veblen, Thorstein Bunde (1857–1929)[6][147]
- Verri, Pietro (1728–1797)[14]
- Viner, Jacob (1892–1970)

## W
- Walras, Marie-Esprit Léon (1834–1910)[6][148]
- Weber, Max (1864–1920)[149]
- Weintraub, Sidney (1914–1983)[150]
- Wicksell, Johann Gustav Knut (1851–1926)[6][151]
- Wicksteed, Philip Henry (1844–1927)[152]
- Wieser, Friedrich von (1851–1926)[153]
- Williamson, Oliver Eaton (* 1932)[154]

## Z
- Milan Zelený (1942–2023)